# Harakiri (pel·lícula de 1919)
Harakiri és una pel·lícula alemanya dirigida per Fritz Lang i estrenada el 1919. Durant molt de temps es va considerar perduda, però va ser descoberta l'any 1987 en la filmoteca holandesa, restaurada per la cinemateca de Coblenza i projectada al Festival Internacional de Cinema de Sant Sebastià de 1987.

## Argument
Daimyo Tokugawa és ambaixador del Japó a Occident. La seva filla O-Take-San refusa fer-se sacerdotessa de la Gruta Sagrada i com ho exigeix el bonze que porta el culte, Tokugawa s'ha de fer harakiri. La seva filla fuig, tindrà un fill amb un oficial de la marina americana que l'oblida i es casa amb una altra. O-Take-San es fa al seu torn l'harakiri.

## Repartiment
| - Paul Biensfeldt: Daimyo Tokugawa - Lil Dagover: O-Take-San - Georg John: Buddhist Monk - Meinhart Maur: Príncep Matahari - Rudolf Lettinger: Karan | - Erner Huebsch: Kin-Be-Araki - Kaete Juster: Hanake - Niels Prien: Olaf J. Anderson - Herta Heden: Eva - Loni Nest: Nen |